# Praia de Bombas

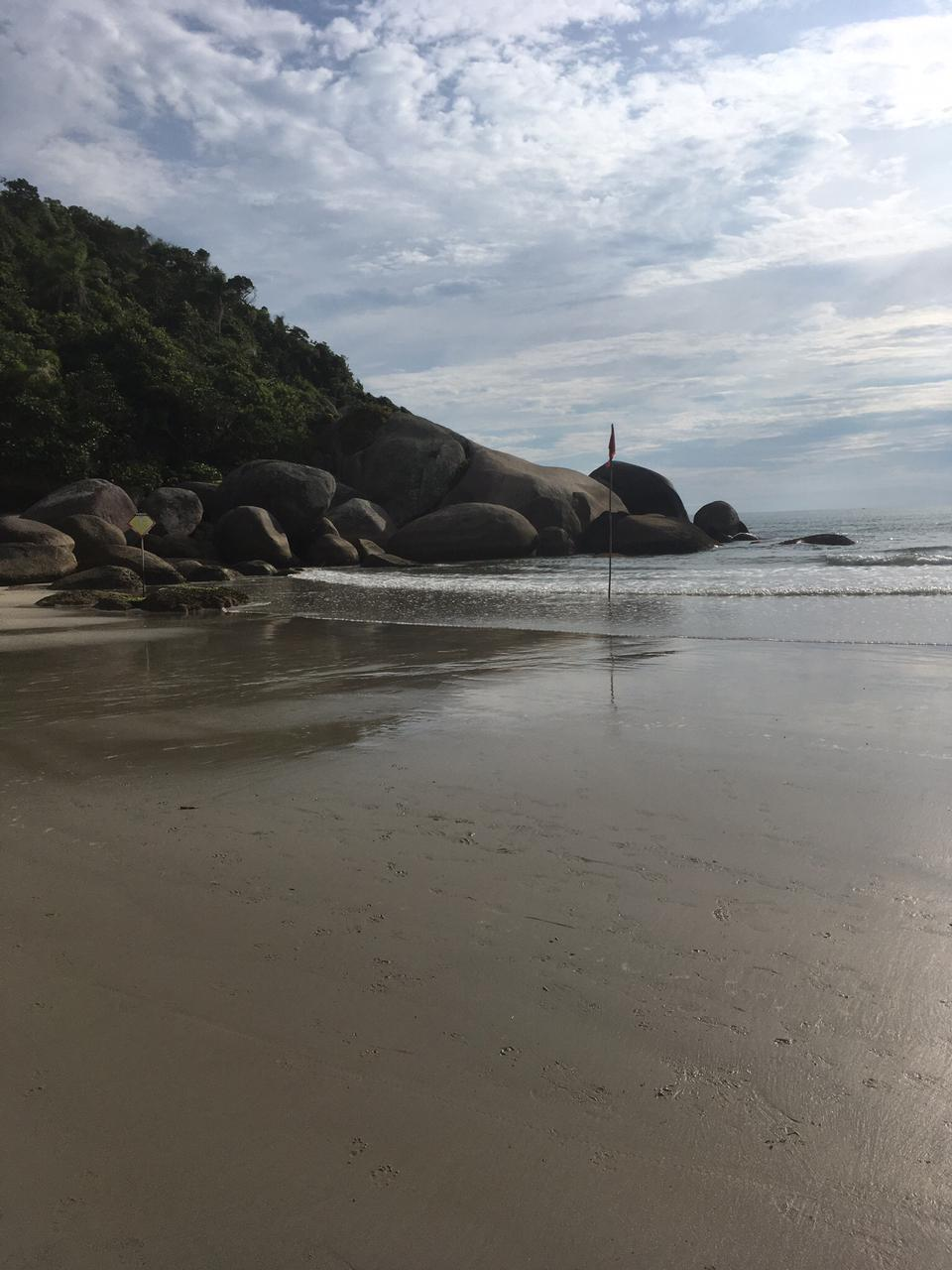
Costão da Praia de Bombas

Bombas é uma praia e um populoso bairro do município de Bombinhas, no estado de Santa Catarina.

## História do nome
Recebeu este nome dos próprios açorianos descobridores da região, que ouviram através da mata o estrondoso barulho das ondas, que mais pareciam estouros de bombas.

## Extensão
Possui 2,700 m de extensão, mar aberto, praia de águas límpidas e areia clara.

## Localização e acesso
Inicia-se na entrada do município, após a descida do morro que divide Porto Belo de Bombinhas, de onde já se avista sua admirável beleza.

## Atividades e Infra-estrutura
Em sua orla, temos um longo deck de caminhada que destaca o mar, casas de veraneio e diversos restaurantes. Oferece toda infra-estrutura como salva vidas, comércio em geral, farmácias, consultórios médicos e odontológicos, hotéis, pousadas, área de camping, restaurantes, casas e apartamentos para aluguel, correios e agencias de Bancos. Praia familiar, convidativa para banhos de sol e de mar. Suas ondas permitem a prática de esportes aquáticos e a pesca de arremesso. No inverno, os pescadores consertam suas redes na praia, à espera dos cardumes de tainhas. 

## Atividade Turística
Em 1974 a senhora Naime Abraham de Brito e o senhor Joel Arcelino Dias idealizaram o primeiro Hotel em Bombinhas na Praia de Bombas, o  Bomar,  hoje revitalizado com lindos apartamentos para famílias no Bomar Residence na Praia de Bombas. Este fato histórico marca o início da exploração comercial do turismo da região que a partir deste ano começa a se desenvolver. 
Atualmente, o bairro de Bombas é atraente aos turistas por oferecer diversas opções de bares e restaurantes, além de hotéis e pousadas. A Avenida Leopoldo Zarling, possui um comércio ativo inclusive fora da temporada de verão.
A orla da praia de Bombas tem um calçadão para caminhada e corrida, além de ciclovia. Recentemente foi inaugurada a Passarela da Praia do Ribeiro, que une as praias de Bombas, Ribeiro e Bombinhas, proporcionando paisagens deslumbrantes e proximidade à Mata Atlântica.